# جالداکا
جالداکا (به لاتین: Jaldhaka) یک منطقهٔ مسکونی در بنگلادش است که در ناحیه نیل‌پاماری واقع شده‌است. جالداکا ۳۰۳٫۵۲ کیلومتر مربع مساحت و ۲۳۳٬۸۸۵ نفر جمعیت دارد.